# Imer
Imer és un municipi italià, dins de la província de Trento. L'any 2007 tenia 1.196 habitants. Limita amb els municipis de Canal San Bovo, Mezzano, Siror i Sovramonte (BL)

## Administració
| Període   | Identitat          | Partit        |
| --------- | ------------------ | ------------- |
| 2005-2010 | Pio Decimo Bettega | Llista cívica |
| 2010-     | Gianni Bellotto    | Llista cívica |